# Čakrasamvara

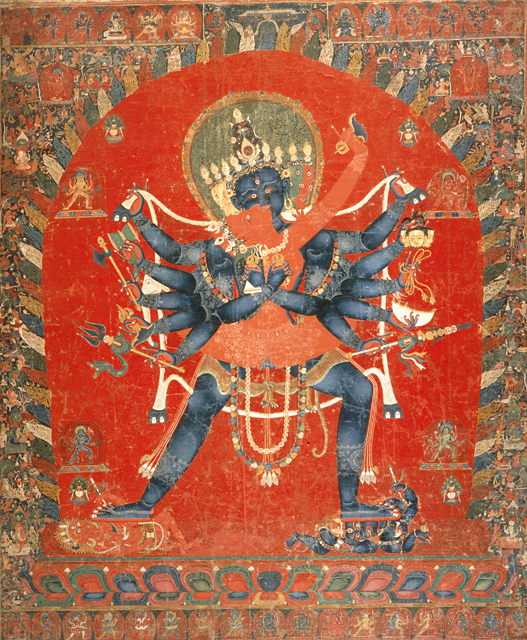
Tibetská thangka zobrazující jidam Čakrasamvaru

Čakrasamvara (v sanskrtu, tib: Khorlo Demchog, česky: "Kolo nejvyšší radosti") je ve vadžrajánovém buddhismu jidam, používaný a zpřítomňovaný při meditacích. V objetí se svojí partnerkou Diamantovou moudrostí (skt: vajra varahi, tib.: dorje phagmo) ztělesňují spojení prázdnoty a radosti a překonání duality. Praxe na Čakrasamvaru patří mezi hlavní praktiky linie Karma Kagjü tibetského buddhismu. Do této praxe uvádí praktikujícího buddhistu zkušený láma. Láma pomocí iniciaci umožní žákovi tuto praxi používat.

## Ikonografie
Čakrasamvara má tmavě modrou barvu, čtyři tváře, dvanáct rukou a dvě nohy. Tváře jsou modré, žluté, zelené a bílé barvy. V prvních dvou rukou drží dordže a zvonek, se kterými objímá rudou dákiní. Kolem boků má tygří kůži a kolem ramen kůži ze slona. Na hlavě má korunu z pěti lebek, představující překonání pěti rušivých emocí (nevědomost, hněv, připoutanost, pýcha a žárlivost), které nám podle buddhistického učení zabraňují prožívat osvícení. Rudá dákiní drží v pravé ruce sekáček a v levé ruce misku s nektarem. "Diamantová moudrost" je v objetí modrého jidamu, objímá ho také nohama; na některých vyobrazeních má levou nohu společně s Čakrasamvarou na slunečním disku a rudém lotosovém květu, na kterém oba stojí. Plameny kolem obou postav symbolizují sílu probuzené moudrosti. Oba mají na čele třetí oko moudrosti, které symbolizuje osvícenou moudrost.